# Notoligotrichum minimum
Notoligotrichum minimum là một loài Rêu trong họ Polytrichaceae. Loài này được (Cardot) G.L. Sm. mô tả khoa học đầu tiên năm 1971.